# اچ‌ام‌اس آنشیکن (پی۵۴)
اچ‌ام‌اس آنشیکن (پی۵۴) (به انگلیسی: HMS Unshaken (P54)) یک زیردریایی بود که طول آن ۵۸٫۲۲ متر (۱۹۱٫۰ فوت) بود. این زیردریایی در سال ۱۹۴۲ ساخته شد.